# Exhaustivité
 (septembre 2019).
Si vous disposez d'ouvrages ou d'articles de référence ou si vous connaissez des sites web de qualité traitant du thème abordé ici, merci de compléter l'article en donnant les références utiles à sa vérifiabilité et en les liant à la section « Notes et références ».
L'exhaustivité désigne la propriété d'une énumération qui se trouve être complète : elle épuise le sujet qu'elle est censée décrire. En langage commun, elle correspond à l'expression « faire le tour de la question ». 

## Étymologie
Le terme est dérivé du latin exhaustus (participe passé du verbe exhaurire) qui signifie « être épuisé, être abouti ».

## Enjeu
Dans le domaine de la logique et de l'argumentation, l'exhaustivité est une caractéristique décisive pour qualifier l'état d'une énumération. Elle vise en effet à se prémunir contre l'erreur par omission.
L'erreur par omission qu'elle soit volontaire ou involontaire (le péché d'omission est souvent présenté comme étant un petit mensonge voire une habileté rhétorique) entache en effet la validité d'une énumération ou d'une réflexion.
Ainsi, dans l'argumentation mercatique ou commerciale, le propos porte plus volontiers sur les avantages du produit que sur ses défauts ; dans certains discours politiques, l'usage du storytelling promu par les spin doctors formule des affirmations censées être porteuses de sens et de motivation, alors que leur énoncé passe habilement sous silence des aspects moins favorables aux thèses défendues.
En comptabilité, le principe d'exhaustivité pose que les écritures d'un exercice donné doivent comprendre toutes les écritures de produits et de charges se rapportant à un exercice donné, le non-respect du principe pouvant être interprété au minimum comme un défaut de rigueur et au maximum comme résultant de l'existence d'une « caisse noire » voire d'une double comptabilité occulte et frauduleuse.